# Mora di Cazzano
Mora di Cazzano è un prodotto ortofrutticolo italiano, una varietà di ciliegia, diffusa in Veneto, e detta anche durone di Verona.
Il raccolto avviene a metà giugno. Il frutto si caratterizza per avere una forma sferica e il colore è di un rosso acceso.
Il sapore è molto dolce, la polpa croccante.